# Quercetin
Quercetin (von lateinisch quercus „Eiche“) ist ein pflanzlicher, gelber Naturfarbstoff aus der Gruppe der Polyphenole und Flavonoide. Als 3-Hydroxyflavon mit vier zusätzlichen phenolischen Hydroxygruppen zählt es zur Flavonoid-Untergruppe der Flavonole. Quercetin ist ein Oxidationsprodukt des Anthocyanin-Farbstoffs Cyanidin.

## Vorkommen
Wie Cyanidin kommt Quercetin in der Natur häufig in glycosidisch gebundener Form vor. Ein Beispiel ist die Verbindung Rutin, welche ein Glycosid bestehend aus Quercetin und dem Disaccharid Rutinose ist. Es sind 179 verschiedene Glykoside des Quercetins bekannt. Methylether des Quercetins sind z. B. die isomeren Monomethylether Rhamnetin und Isorhamnetin.
Es ist weit verbreitet im Pflanzenreich und somit auch in der Nahrung. Große Mengen an Quercetin können in Zwiebeln, Äpfeln, Brokkoli oder grünen Bohnen gefunden werden, werden aber je nach Art der Zubereitung teilweise reduziert. Geschältes Obst und Gemüse weist einen drastisch reduzierten Flavonoid-Anteil auf, denn diese befinden sich speziell in den farbigen Schalen (Flavonoide sind Pflanzenfarbstoffe).
Ebenso ist es im Wein enthalten. Da Quercetin hauptsächlich in der Traubenschale vorkommt, sind die Gehalte im Rotwein höher als im Weißwein. Daneben trägt auch eine Holzfasslagerung zum Quercetingehalt bei, da die Substanz während der Lagerung langsam vom Holz in den Wein übergeht.

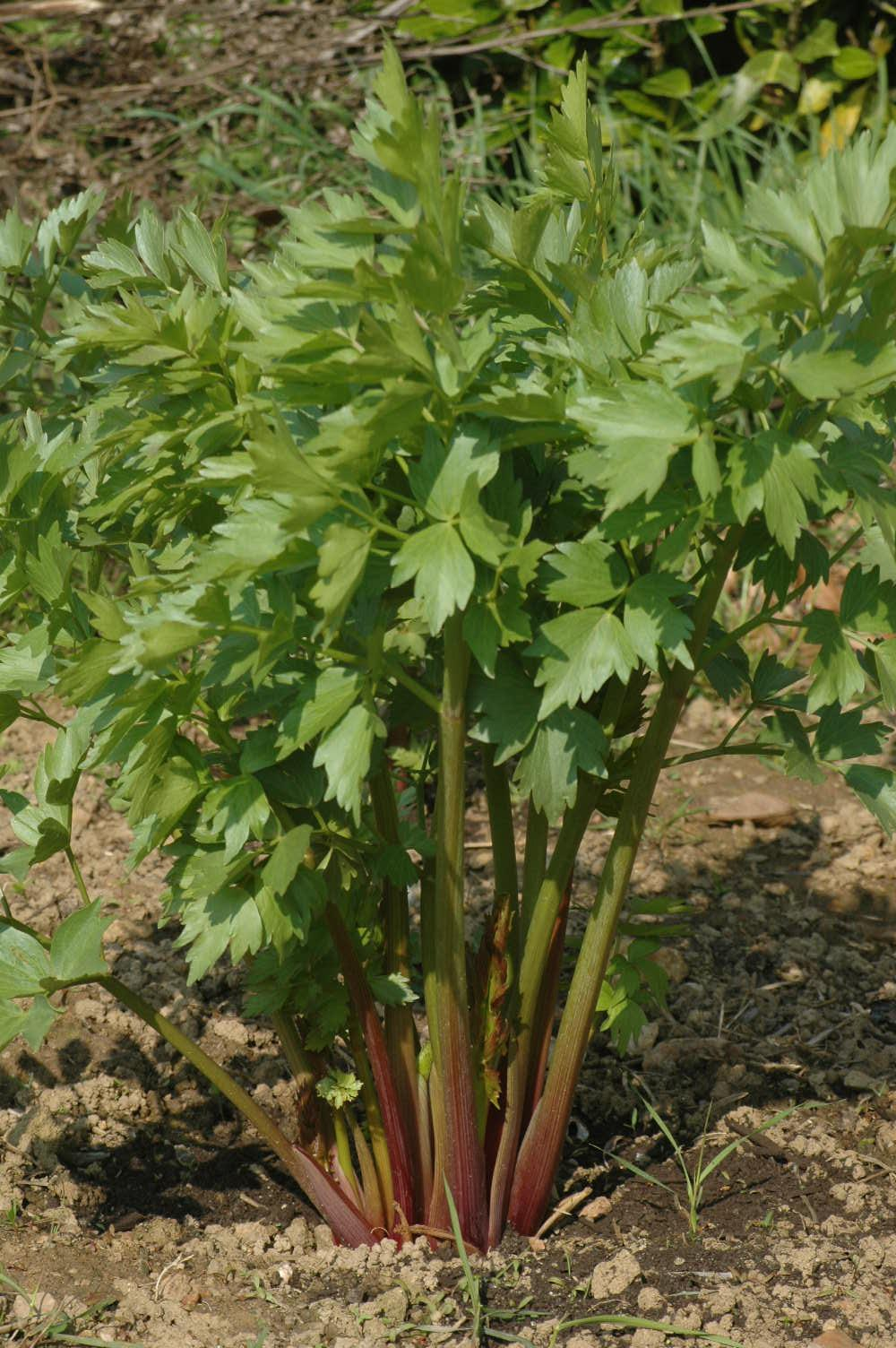
Liebstöckel (Levisticum officinale)

Einen hohen Gehalt an Quercetin findet man in folgenden Lebensmitteln:
- Kapern (1800 mg/kg)
- Liebstöckel (1700 mg/kg)
- Tee (Camellia sinensis)
- Zwiebel – besonders in den äußersten Ringen (284–486 mg/kg)
- Heidelbeere (kultiviert 74 mg/kg, wild 146–158 mg/kg)
- Grünkohl (60–110 mg/kg)
- rote Traube
- Apfel (21–440 mg/kg)
- Schnittlauch (245 mg/kg)
- Zitrusfrüchte
- Brokkoli (30 mg/kg) und anderem grünen Blattgemüse
- grüne Bohne (39 mg/kg)
- Kirsche (32 mg/kg)
- Himbeere
- Schwarze Johannisbeere (69 mg/kg)
- Brombeere (45 mg/kg)
- Preiselbeere (kultiviert 83–156 mg/kg, wild 121 mg/kg)
- Süße Eberesche (85 mg/kg)
- Sanddorn (62 mg/kg)
- Krähenbeere (kultiviert 53 mg/kg, wild 56 mg/kg).

Eine 2007 durchgeführte Studie ergab, dass Tomaten aus biologischem Anbau 79 % mehr Quercetin enthielten als bei konventionellem Anbau.

## Analytik
Zur qualitativen und quantitativen Bestimmung des Quercetins und seiner Verbindungen kann nach angemessener Probenvorbereitung die Kopplung der HPLC oder Gaschromatographie mit der Massenspektrometrie eingesetzt werden.

## Physiologische und pharmakologische Bedeutung
Quercetin ist ein Antioxidans, dem positive physiologische Effekte nachgewiesen wurden.
So konnte Quercetin die Entstehung von Muskelkater lindern und zu einer geringen Leistungssteigerung führen.
Quercetin ist je nach Dosierung giftig für Menschen. Im Vergleich zu Taxifolin weist Quercetin eine deutliche Mutagenität auf. Es gibt aus Experimenten mit Zellkulturen Hinweise für eine antitumorale Wirkung. Ein Toxizitätsmodell in vitro hat gezeigt, dass die erhöhte oder längerfristige Gabe von Quercetin toxisch wirken kann.
Weitere in-vitro Untersuchungen zeigten, dass Quercetin die Wirkung des Medikaments Bortezomib durch direkte chemische Reaktion zwischen Quercetin und der Borongruppe hemmt.  Außerdem hemmt es ähnlich dem Allopurinol die Xanthinoxidase und somit Hyperurikämie und könnte daraus folgender Gicht entgegenwirken.
Quercetin könnte hemmend auf das für COVID-19 verantwortliche Virus SARS-CoV-2 wirken, da es die für die Vermehrung des Virus verantwortliche Protease 3CLpro hemmt.
Quercetin verfügt über eine geringe Bioverfügbarkeit, deswegen wurde für eine Studie phytosomales Quercetin verwendet, um die Wirksamkeit gegen Heuschnupfen zu testen. Die Linderung der Symptome wird der stabilisierenden Wirkung auf die Zellmembranen von Mastzellen und eosinophilen Granulozyten zugeschrieben, was die Freisetzung des entzündungsfördernden Histamins hemmt. Des Weiteren hemmt Quercetin die Produktion von Immunglobulin E sowie von Prostaglandinen und Leukotrienen.